# Emisarios del engaño
Emisarios del engaño. Contactos y sectas ovni (en el original en inglés Messengers of Deception: UFO Contacts and Cults) es un ensayo sobre ufología escrito en 1979 por el astrofísico, ufólogo y experto en informática francés Jacques Vallée.
Ante demasiados casos de contacto alienígena "accidental", sectas ovni orando a los cielos, armas "psicotrónicas" secretas para someter a la mente humana, la evidencia que Jacques Vallée revela, después de muchos años de investigación científica, se suma a algo más amenazante que los monstruos del espacio exterior.
Emisarios del engaño documenta el creciente efecto del contacto ovni en nuestras vidas y de los sistemas de creencias prevalentes en nuestra sociedad. Explora las realidades ocultas de las sectas, los contactados, las oscuras intrigas políticas y las motivaciones de los investigadores.

## Sinopsis
Tras la Edad de Oro del fenómeno ovni donde la ufología había mostrado su lado más optimista y luminoso, algo empieza a torcerse en la década de los 70 y Jacques Vallée será de los primeros en intuir los aspectos más siniestros que se esconden detrás de las interacciones con supuestos extraterrestres.
En las antípodas del personaje de Claude Lecombe que él mismo inspiró en la bienintencionada Encuentros en la tercera fase, Jacques Vallée publica en 1979 un libro consagrado exclusivamente a exponer al reverso más tenebroso e inquietante del estudio de los no identificados en general, y del contactismo en particular: Messengers of Deception.
Una obra visionaria donde denuncia y anticipa los peligros de las sectas y cultos derivados del supuesto contacto extraterrestre, la deriva irracional de la sociedad, la contraproducente arrogancia de la ciencia ortodoxa así como las extrañas confabulaciones entre ciertos grupos esotéricos y estamentos gubernamentales. De todo ese aparente sinsentido, el autor extrae unas lúcidas conclusiones y esboza la idea de la existencia de una siniestra agenda ideológica, política y religiosa.